# Theodore Fitz Randolph
Theodore Fitz Randolph, född 24 juni 1826 i Mansfield, Pennsylvania, död 7 november 1883 i Morristown, New Jersey, var en amerikansk demokratisk politiker och affärsman. Han var guvernör i delstaten New Jersey 1869-1872. Han representerade sedan New Jersey i USA:s senat 1875-1881. Fadern James F. Randolph var ledamot av USA:s representanthus 1828-1833.
Randolph gick i skola i New Brunswick, New Jersey. Han var sedan verksam inom kol- och järnindustrin. Han flyttade 1840 till Vicksburg och var verksam som affärsman där. Han flyttade 1852 tillbaka till New Jersey. Han var verkställande direktör för järnvägsbolaget Morris and Essex Railroad.
Randolph efterträdde 1869 Marcus Lawrence Ward som guvernör i New Jersey. Han efterträddes tre år senare av Joel Parker. Han efterträdde 1875 John P. Stockton som senator för New Jersey. Han var ordförande i senatens militärutskott 1879-1881. Han efterträddes som senator av William Joyce Sewell.